# Meso
Il meso è una plicatura peritoneale che accoglie le emergenze vascolari di un organo, disposta dalla parete addominale sino ai visceri.
Il termine meso- è usato come radice nelle parole composte dei mesi ai vari livelli peritoneali.
Non vanno confuse con le altre plicature peritoneali quali legamenti, piccolo e grande omento. I legamenti, da definizione, sono poveri di vasi e nervi, ma questo non sempre è vero; a livello peritoneale vi sono certi ligamenti presenti tra i visceri intraperitoneali, anche detti anacronisticamente Epiploon (ad eccezione di grande e piccolo omento, considerabili formazioni peritoneali a sé), che presentano strutture vascolari e nervose, è il caso del legamento gastrolienale, che collega lo stomaco all'ilo della milza, portando con sé il peduncolo lienale. 
Altra ambiguità anatomico-descrittiva è data dal legamento largo dell'utero, dove si individuano mesovario, mesosalpinge e mesometrio; mesi peritoneali appartenenti al peritoneo uterino (perimetrio).

## Mesentere
Il mesentere è la plicatura principale dell'apparato enterico, poiché accoglie l'arteria mesenterica superiore, il vaso di nutrizione maggiore. Si tratta di un'ampia piega a ventaglio che raggiunge digiuno e ileo.
La sua radice è una linea di 15-17 cm a direzione fortemente obliqua in basso e a destra, che parte dalla flessura duodenodigiunale e raggiunge l'articolazione sacroiliaca destra. L'attacco del mesentere sull'intestino tenue raggiunge i sei metri di lunghezza. Dalla radice all'intestino il mesentere misura 20 cm.

## Mesocolon trasverso
Il mesocolon trasverso è un'ampia piega che unisce il colon alla parete posteriore dell'addome, grosso modo all'altezza del pancreas, con direzione leggermente obliqua da destra a sinistra dal basso in alto, tesa tra i margini laterali dei due reni. Ai due lati si riflette nelle pieghe addossate al colon ascendente e discendente.
La lamina superiore è la parte inferiore della borsa omentale e aderisce al grande omento, mentre la lamina inferiore ricopre il pancreas e da qui passa sulla faccia anteriore della porzione orizzontale del duodeno.
L'importanza del mesocolon trasverso sta nel dividere la cavità peritoneale in due grandi spazi, uno sovramesocolico e uno sottomesocolico, sepimentato ulteriormente da mesentere e mesosigma.

## Mesocolon ileopelvico
Detto anche mesosigma, individua la divisione tra spazio sottomesocolico e pelvi.
La lamina superiore arriva dalla lamina sinistra del mesentere, circonda il sigma e si riflette poi a costituire la lamina sinistra del mesosigma, per scendere in pelvi.
Procedendo più in basso si può individuare il mesoretto, nelle cui lamine decorrono vasi e nervi per la porzione superiore del retto.
Il mesosigma ha forma di V rovesciata, il cui apice, detto recesso intersigmoideo, si colloca in prossimità dell'uretere di sinistra, nel punto in cui questo scende in pelvi. Il braccio sinistro, ascendente fino al vertice, inizia al margine interno del muscolo grande psoas di sinistra, segue i vasi iliaci esterni, scavalcando quindi i vasi genitali e l'uretere sinistro; il braccio destro scende verso il promontorio sacrale per poi dirigersi verticalmente fino alla parte inferiore del corpo della III vertebra sacrale.
Il recesso intersigmoideo può risalire anche di 3-10 cm lungo il margine dello psoas di sinistra, potendo raggiungere anche la terza porzione (orizzontale) del duodeno.

## Mesoappendice
Il mesoappendice o mesenteriolo è una piega triangolare del peritoneo che circonda l'appendice vermiforme, incostante. Racchiude vasi, nervi e linfatici, insieme a un linfonodo.

## Legamento largo dell'utero
La parte che circonda la tuba uterina è detta mesosalpinge. Il rivestimento cessa a livello del padiglione della tuba, in corrispondenza del quale la cavità peritoneale comunica con le vie genitali femminili. Il mesosalpinge permette una certa mobilità alla tuba.
Posteriormente il legamento è sollevato fino all'ilo ovarico, sul margine anteriore dell'ovaia, venendo a costituire il mesovario, che continua sulle due facce dell'organo, interrompendosi lungo una linea detta di Farre-Waldeyer, dove si continua nell'epitelio ovarico. In tal modo l'ovaio, pur non presentando rivestimento da parte della sierosa, viene a trovarsi dentro la cavità peritoneale.